# Carmanah Walbran Park
Carmanah Walbran Park är en park i Kanada.   Den ligger i provinsen British Columbia, i den sydvästra delen av landet, 3 700 km väster om huvudstaden Ottawa. Carmanah Walbran Park ligger 585 meter över havet.
Terrängen runt Carmanah Walbran Park är huvudsakligen kuperad, men åt nordväst är den bergig. Trakten är glest befolkad. Det finns inga samhällen i närheten. 